# Kimberley Hews
Kimberley Hews (* in Canberra) ist eine australische Schauspielerin, die in den USA lebt.

## Leben
Eine erste schauspielerische Ausbildung erhielt sie am McDonald Collage of Performing Arts und von 2001 bis 2003 am Actors Centre Australia in Leichhardt. Von 2006 bis 2009 machte sie ihren Bachelor of Arts in Schauspiel am National Institute of Dramatic Art. Nach ihrem Umzug in die Staaten lernte sie von 2014 bis 2016 am The Groundlings School of Improvisation Improvisationstheater. Ab demselben Jahr bis 2021 vertiefte sie ihre Kenntnisse an der Schauspielschule The Imagined Life.
2004 spielte Hews in einer Episode der Fernsehserie All Saints mit. 2010 spielte sie in der Nebenrolle der Naomi im Film Before the Rain und in zwei Episoden der erfolgreichen australischen Seifenoper Home and Away in der Rolle der Tulip O'Hare mit. Im Folgejahr wirkte sie im Kurzfilm Ostia – La notte finale und im Spielfilm Reservoir Cats mit. 2014 folgte eine Rolle im Kurzfilm Oh, Baby!, 2015 im Kurzfilm The Stiletto Sketch Show. 2016 mimte sie im Fernsehfilm The Other Wife die weibliche Hauptrolle der Kate Jennings. 2017 folgte im Kriegsfilm Operation Dünkirchen mit der Rolle der Angelique eine weitere Hauptrolle in einem Film.

## Filmografie (Auswahl)
- 2004: All Saints (Fernsehserie, Episode 7x32)
- 2010: Before the Rain
- 2010: Home and Away (Fernsehserie, 2 Episoden)
- 2011: Ostia – La notte finale (Kurzfilm)
- 2011: Reservoir Cats
- 2014: Oh, Baby! (Kurzfilm)
- 2015: The Stiletto Sketch Show (Kurzfilm)
- 2016: The Other Wife (Fernsehfilm)
- 2017: Operation Dünkirchen (Operation Dunkirk)